# 上板橋
上板橋（かみいたばし）は、東京都板橋区の町名。現行行政地名は上板橋一丁目から上板橋三丁目。全域で住居表示が実施されている。

## 地理
板橋区の南西部に位置する。北で若木および一部で中台、北東で常盤台、東で東新町、南で桜川、西で練馬区北町と隣接する。西辺をもって板橋区 - 練馬区境を形成する狭小な町域を持つ。上板橋駅南口付近は商店街が形成されているが、多くは住宅地が占めている。再開発事業が予定されており超高層マンションが建設される。町域の北部を東武鉄道の路線が東西に、南辺を国道254号が走る。町域内東部に上板橋一丁目、西部に同二丁目、鉄道線路以北に同三丁目が並ぶ。

### 地価
住宅地の地価は、2025年（令和7年）1月1日の公示地価によれば、上板橋2-14-18の地点で53万1000円/m2となっている。

## 歴史
「上板橋」は、江戸時代初期に板橋村が上板橋村と下板橋村に分村したことに由来する地名である。廃藩置県後1871年（明治4年）の浦和県から東京府に編入された時点において、上板橋村は現在の町域を西端として、東は現在の大谷口まで、南は現在の練馬区小竹町・旭丘（西武池袋線江古田駅付近）までの村域を有していた。1889年（明治22年）の市制町村制施行時も合併対象とはならなかったが、板橋区発足以降は市区町村制度改定・地番整理・住居表示などが行われるたびに町域が縮小していった。旧上板橋宿の名主屋敷は現在の弥生町に、旧上板橋村役場は現在の東新町二丁目に置かれていた。現在の上板橋一丁目～三丁目は、東武東上線上板橋駅周辺の地域という意味合いが強くなっている。

### 沿革
- 1457年（長禄元年）ごろ：太田道灌により、川越街道が開かれる。
- 1639年（寛永16年）：川越城主松平信綱の命により、川越街道が中山道脇往還として整備される。
- 1871年（明治4年）11月：浦和県（現埼玉県）から東京府に編入。大区小区制実施。
- 1878年（明治11年）：郡区町村編制法により北豊島郡が設置され、東京府北豊島郡上板橋村となる。
- 1914年（大正3年）5月1日：東上鉄道開通。6月17日に上板橋駅開業。
- 昭和初期には、現在の川越街道（国道254号）の整備も行われた。上板橋村長・飯島弥十郎が屋敷内のけやきの一部を残すことを条件に土地を提供したと伝えられている。（現在の五本けやき）
- 1932年（昭和7年）10月1日：東京府内市郡併合による板橋区発足に伴い、東京府東京市板橋区（旧）上板橋町六・七丁目となる。（1943年8月1日　都制施行）
- 1930年代：板橋乗合自動車（後に東都乗合自動車を経て、戦後は国際興業バスに統合）が、練馬横丁（現在の大和町停留所付近） - 豊島園間の路線バスを運行する。上板橋駅前停留所が設置された。
  - 「練馬横丁」は、現在の富士見通りが練馬方面に向かう道で、中山道からの分岐点であることを意味している。
- 1943年（昭和18年）：上板橋 - 陸軍第一造兵廠構内の東武鉄道（委託運行）貨物線（後の東武啓志線）開通。
- 1959年（昭和34年）：東武啓志線廃止。
- 1965年（昭和40年）5月1日：住居表示実施により、（旧）上板橋町六丁目・七丁目が（新）上板橋一丁目～三丁目に再編される。
- 1990年（平成2年）：飯田百貨店（現・コモディイイダ）上板橋店開店。
- 1999年（平成11年）：東武ストア上板橋店閉店に伴い、本社を豊島区から店舗跡に移転。

### 旧上板橋村・上板橋町から分離した町丁
- 練馬区小竹町一丁目～二丁目・旭丘一丁目～二丁目（旧・江古田町）：1947年（昭和22年）の練馬区発足時に移管。
- 向原一丁目～三丁目：向原町、根ノ上町を経て、1965年（昭和40年）に住居表示実施で再編。
- 小茂根一丁目～五丁目：小山町、茂呂町、根ノ上町、向原町を経て、1965年（昭和40年）に住居表示実施で再編。
- 東山町：1960年（昭和35年）の地番整理時に上板橋町三・五丁目の一部を再編。
- 双葉町：1956年（昭和31年）の地番整理時に上板橋町二丁目・板橋町十丁目の一部を再編。
- 中板橋：1957年（昭和32年）の地番整理時に上板橋町一丁目・板橋町九丁目の一部を再編。
- 仲町：1957年（昭和32年）および1959年の地番整理時に上板橋町一丁目・板橋町九丁目の一部を再編。
- 弥生町：1959年（昭和34年）の地番整理時に上板橋町一丁目・板橋町九丁目の一部を再編。
- 大山西町・幸町：大谷口町を経て、1958年（昭和33年）の地番整理時に再編。
- 大谷口一丁目～二丁目：大谷口町、向原町を経て、1959年（昭和34年）の地番整理時に再編。
- 大谷口上町、大谷口北町：大谷口町、向原町を経て、1959年（昭和34年）の地番整理時に上板橋町一丁目の一部をあわせて再編。
- 常盤台一丁目～二丁目：東武鉄道による常盤台住宅地分譲を経て、1938年（昭和13年）に上板橋町二丁目の一部を再編。
- 常盤台三丁目：1950年（昭和25年）に上板橋町四丁目の一部を再編。
- 常盤台四丁目：1950～1952年ごろに上板橋町四・五・六丁目の一部を再編。
- 南常盤台一丁目～二丁目：1960年（昭和35年）の地番整理時に上板橋町二・三・四丁目の一部を再編。
- 東新町一丁目～二丁目：1960年（昭和35年）の地番整理時に上板橋町五・六丁目の一部を再編。
- 桜川一丁目～三丁目：1965年（昭和40年）の住居表示実施に伴い、上板橋町五・六・七丁目の一部を再編。
- 若木一丁目：1963年（昭和38年）の住居表示実施に伴い、上板橋町七丁目および志村西台町、志村中台町の一部を再編。

## 経済

### 産業
店舗・企業
- カーブス 上板橋
- JA東京あおば 板橋支店
- 東武ストア 本社 - 旧上板橋店の店舗をそのままオフィスに転用。
- 上板橋郵便局（日本郵政グループ）

### 地主・家主
『日本紳士録』によると、上板橋の地主は飯島、家主は友山などがいた。

### 事業所
2021年（令和3年）現在の経済センサス調査による事業所数と従業員数は以下の通りである。
| 丁目         | 事業所数  | 従業員数 |
| ------------ | --------- | -------- |
| 上板橋一丁目 | 116事業所 | 736人    |
| 上板橋二丁目 | 206事業所 | 1,574人  |
| 上板橋三丁目 | 126事業所 | 1,071人  |
| 計           | 448事業所 | 3,381人  |

#### 事業者数の変遷
経済センサスによる事業所数の推移。
| 年                 | 事業者数 |
| ------------------ | -------- |
| 2016年（平成28年） | 461      |
| 2021年（令和3年）  | 448      |

#### 従業員数の変遷
経済センサスによる従業員数の推移。
| 年                 | 従業員数 |
| ------------------ | -------- |
| 2016年（平成28年） | 2,955    |
| 2021年（令和3年）  | 3,381    |

## 世帯数と人口
2025年（令和7年）3月1日現在（板橋区発表）の世帯数と人口は以下の通りである。
| 丁目         | 世帯数    | 人口    |
| ------------ | --------- | ------- |
| 上板橋一丁目 | 1,249世帯 | 1,925人 |
| 上板橋二丁目 | 2,857世帯 | 4,590人 |
| 上板橋三丁目 | 1,536世帯 | 2,213人 |
| 計           | 5,642世帯 | 8,728人 |

### 人口の変遷
国勢調査による人口の推移。
| 年                 | 人口  |
| ------------------ | ----- |
| 1995年（平成7年）  | 8,846 |
| 2000年（平成12年） | 8,636 |
| 2005年（平成17年） | 8,737 |
| 2010年（平成22年） | 8,777 |
| 2015年（平成27年） | 9,103 |
| 2020年（令和2年）  | 9,233 |

### 世帯数の変遷
国勢調査による世帯数の推移。
| 年                 | 世帯数 |
| ------------------ | ------ |
| 1995年（平成7年）  | 4,109  |
| 2000年（平成12年） | 4,306  |
| 2005年（平成17年） | 4,461  |
| 2010年（平成22年） | 4,874  |
| 2015年（平成27年） | 5,215  |
| 2020年（令和2年）  | 5,705  |

## 学区
区立小・中学校に通う場合、学区は以下の通りとなる（2021年8月時点）。
| 丁目         | 番地     | 小学校                   | 中学校                   |
| ------------ | -------- | ------------------------ | ------------------------ |
| 上板橋一丁目 | 1～17番  | 板橋区立上板橋第四小学校 | 板橋区立上板橋第三中学校 |
| 上板橋一丁目 | 18～27番 | 板橋区立上板橋第四小学校 | 板橋区立桜川中学校       |
| 上板橋二丁目 | 全域     | 板橋区立上板橋第四小学校 | 板橋区立桜川中学校       |
| 上板橋三丁目 | 全域     | 板橋区立上板橋第四小学校 | 板橋区立上板橋第三中学校 |

## 交通

### 鉄道
- 東武鉄道
  - 東武東上線：上板橋駅　これまでは各駅停車のみだったが、2023年（令和5年）3月18日のダイヤ改正により、準急の停車駅となった。朝夕時間帯を中心に、一部の列車が当駅で優等列車通過待ち合わせを行う。

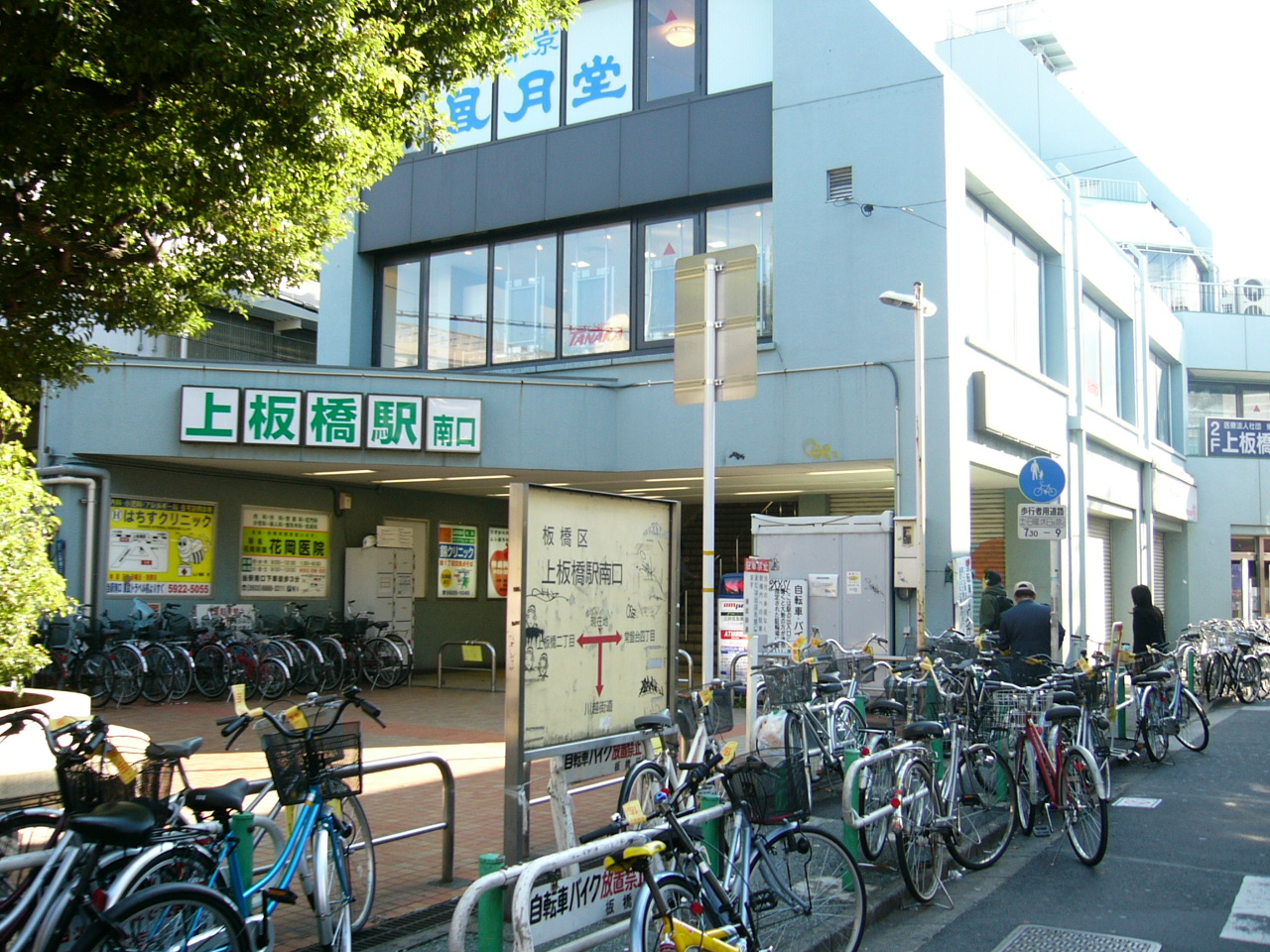
上板橋駅南口

    - 上り：池袋方面
    - 下り：成増・川越市・寄居方面

### バス
- 国際興業バス

### 道路
- 国道254号（川越街道）

## 施設
- 板橋区立上板橋第四小学校
- 七軒家公園

## 名所
- 五本けやき - 上板橋1-19。昭和初期の川越街道の拡幅工事の際に旧上板橋村村長であった飯島彌十郎が屋敷林の一部のけやきを残すことを条件に土地を提供した[19]。こうして残された屋敷林が5本残り、「五本けやき」と呼ばれるようになった[19]。

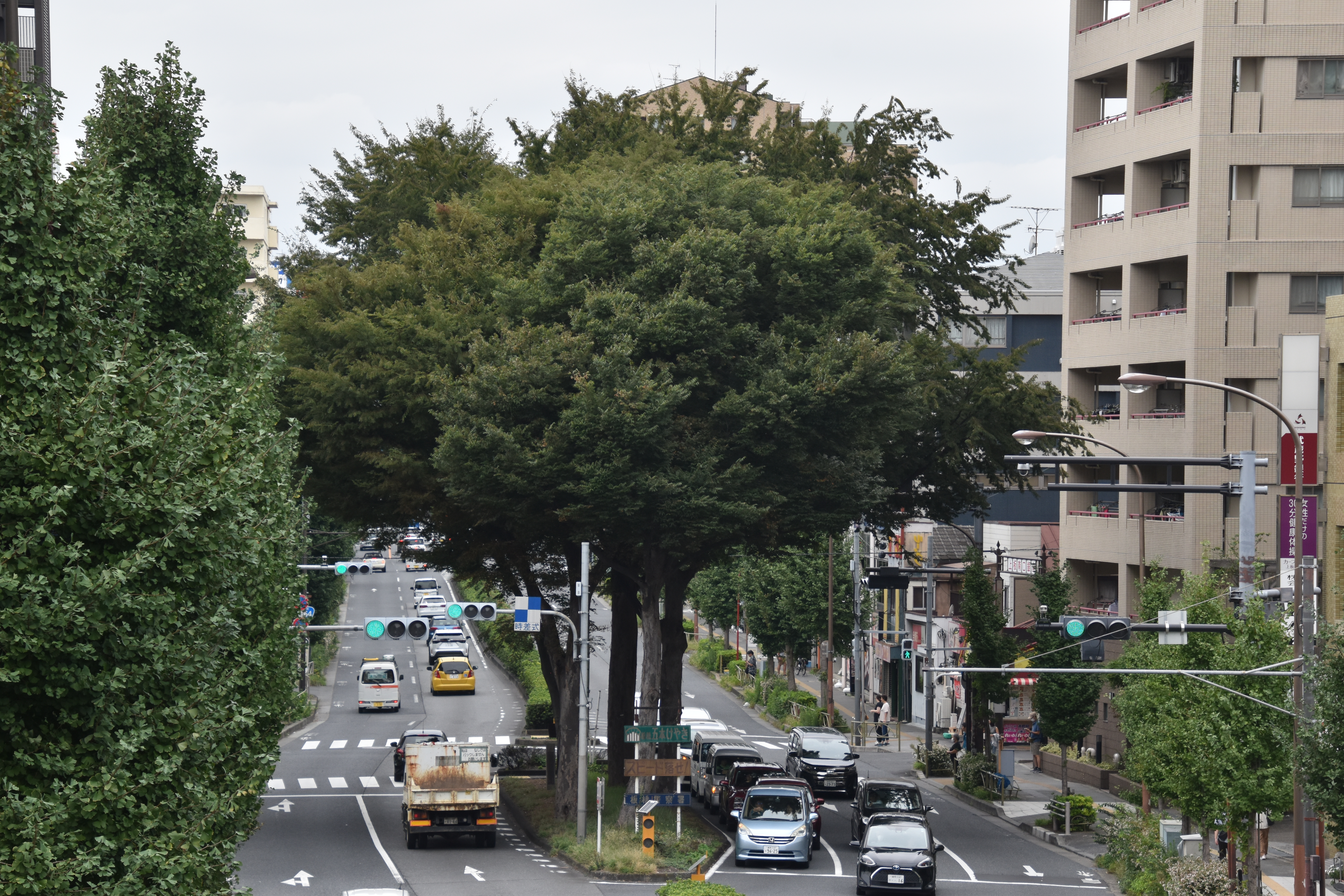

## 出身・ゆかりのある人物
- 飯島農夫雄（弁護士）[20]
- 飯島寿雄（城北電業社代表）
- 飯島彌十郎（地主[8]、上板橋村長、栗原屋、醤油醸造業[21]）
- 篠統一郎（板橋区議会議長[22]、木材商[23]）

## その他

### 日本郵便
- 郵便番号 : 174-0076[3]（集配局 : 板橋北郵便局[24]）。